# Cheiramiona simplicitarsis
Cheiramiona simplicitarsis là một loài nhện trong họ Miturgidae.
Loài này thuộc chi Cheiramiona. Cheiramiona simplicitarsis được Eugène Simon miêu tả năm 1910.